# Porte Saint-Georges (Le Puy-en-Velay)
Pour les articles homonymes, voir Porte Saint-Georges.
La porte Saint-Georges est un monument situé dans la ville du Puy-en-Velay dans le département de la Haute-Loire, classé au titre des monuments historiques par arrêté du 8 mars 1923.